# Шалгай
Шалга́й (каз. Шалғай) — село у складі Байтерецького району Західноказахстанської області Казахстану. Адміністративний центр Шалгайського сільського округу.
У радянські часи село називалось Первосовєтське або Первосовєтськ.
Населення — 689 осіб (2021; 947 у 2009, 987 у 1999, 1192 у 1989).